# Zdzisław Zagrobelny
Zdzisław Stanisław Zagrobelny (ur. 12 listopada 1932 w Mikaszewiczach, zm. 10 czerwca 2011 we Wrocławiu) – polski chirurg, nauczyciel akademicki.

## Życiorys
Urodził się w Mikaszewiczach. Ukończył studia na Akademii Medycznej we Wrocławiu, doktoryzował się w 1963 r., habilitację uzyskał w 1971 r., a tytuł profesora w 1990 r. (od 1982 r. posiadał stanowisko profesora nadzwyczajnego).
Po studiach pracował w Akademii Medycznej we Wrocławiu w latach 1954–1973, początkowo w Zakładzie Anatomii Opisowej, a następnie w I Klinice Chirurgii i w Zakładzie Anestezjologii. Następnie przeniósł się do Ośrodka Kardiologicznego Śląskiej Akademii Medycznej w Zabrzu, a następnie w Akademii Wychowania Fizycznego w Katowicach. W 1976 r. został zatrudniony w Akademii Wychowania Fizycznego we Wrocławiu, na której w latach 1984–1990 i 1996–2002 pełnił funkcję rektora. Pod koniec listopada 2001 r. senat uczelni odwołał go z funkcji, ale miesiąc później prezes Urzędu Kultury Fizycznej i Sportu uznał, że uchwała została podjęta z naruszeniem przepisów. Za swojej kadencji doprowadził do przyznania uczelni prawa nadawania stopnia doktora habilitowanego przez Wydział Wychowania Fizycznego i do nadawania stopnia naukowego doktora przez Wydział Fizjoterapii.
Był twórcą polskiej szkoły krioterapii jako jeden z pomysłodawców wykorzystania temperatur kriogenicznych w fizjoterapii. Był pionierem licznych rozwiązań praktycznych i organizacyjnych w rehabilitacji. Zasiadał w latach 1994–1996 w Centralnej Komisji ds. Stopni i Tytułów jako reprezentant nauk o kulturze fizycznej.
W 1999 r. został odznaczony Krzyżem Komandorskim z Gwiazdą Orderu Odrodzenia Polski za inicjatywę utworzenia we Wrocławiu komory kriogenicznej do całościowego schładzania ciała.
Zmarł w 2011 r. we Wrocławiu. Pochowany w kolumbarium na Cmentarzu Grabiszyńskim we Wrocławiu.

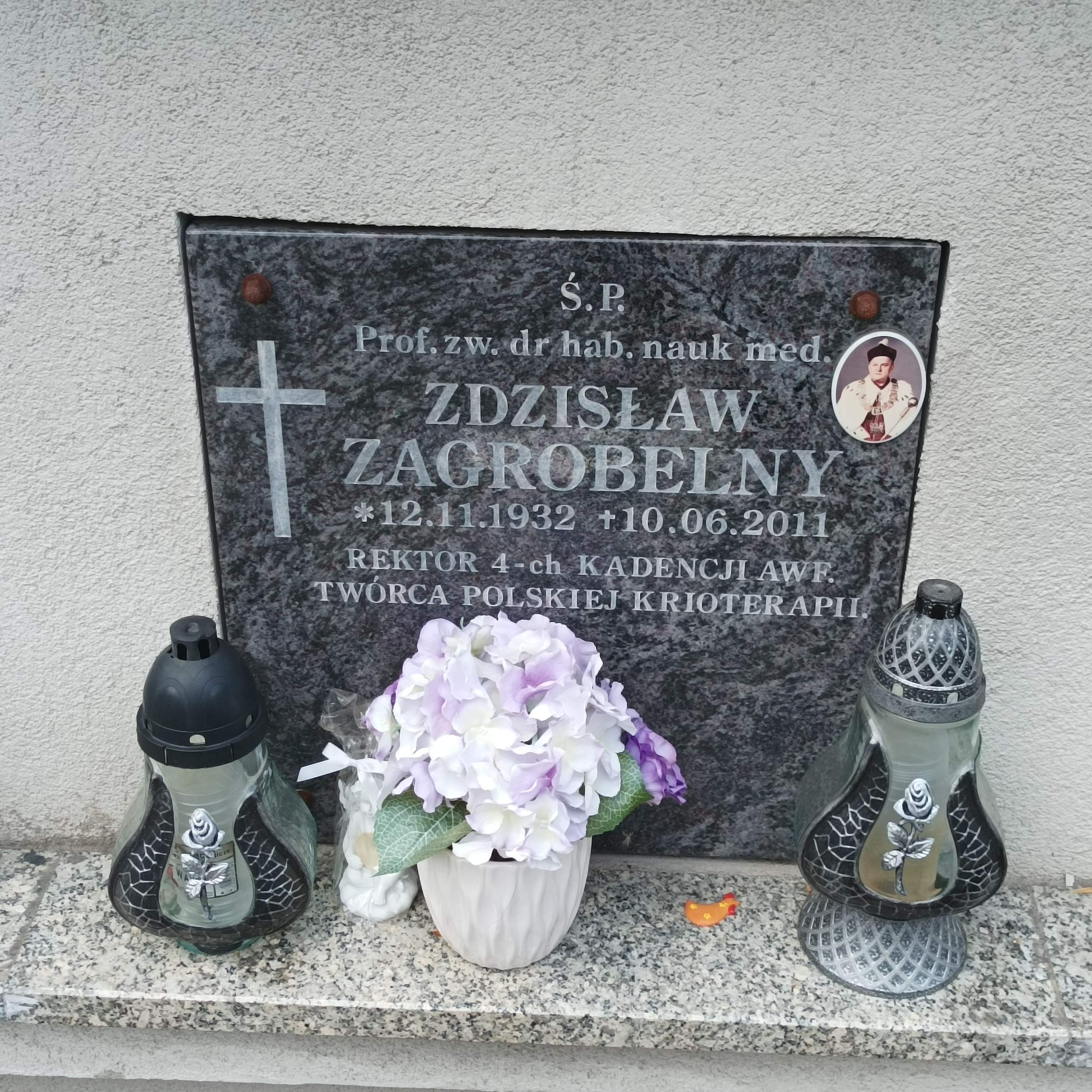
Grób prof. Zdzisława Zagrobelnego na Cmentarzu Grabiszyńskim